# Hofgeismar
Hofgeismar és una ciutat alemanya de l'estat de Hessen (districte de Kassel) amb uns 17.084 habitants.

## Enllaços externs

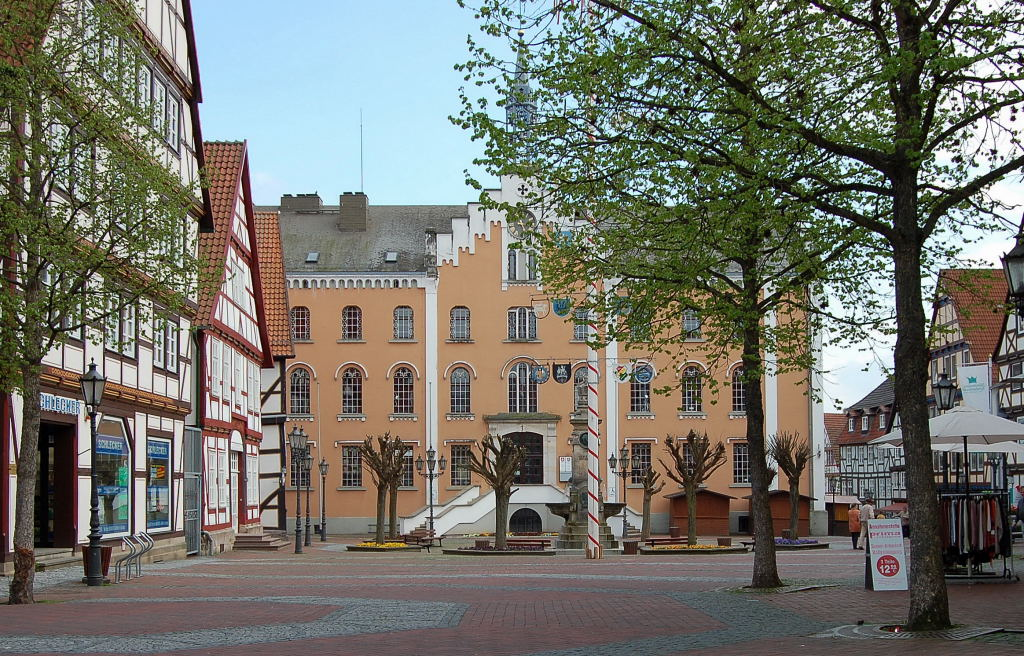
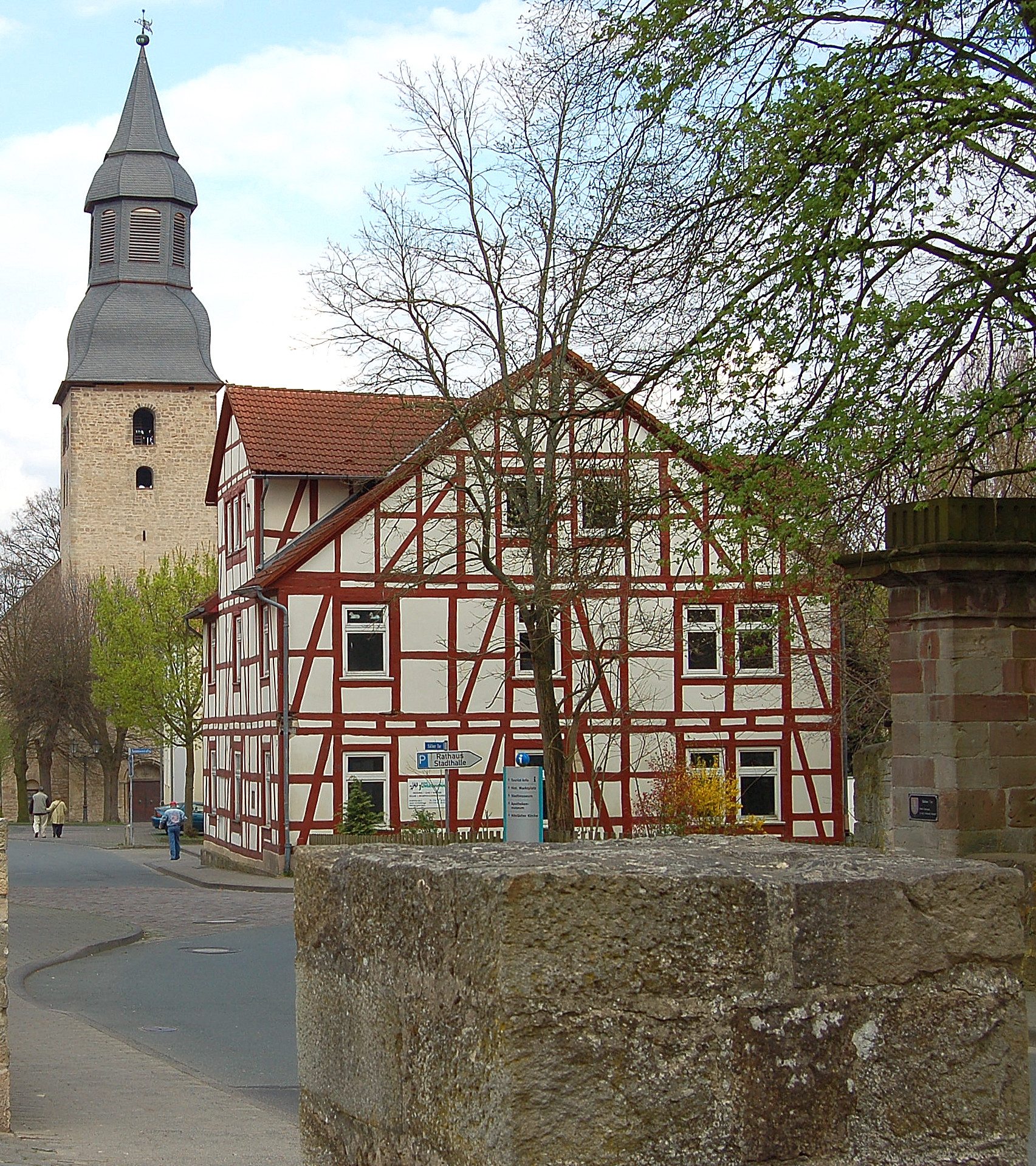
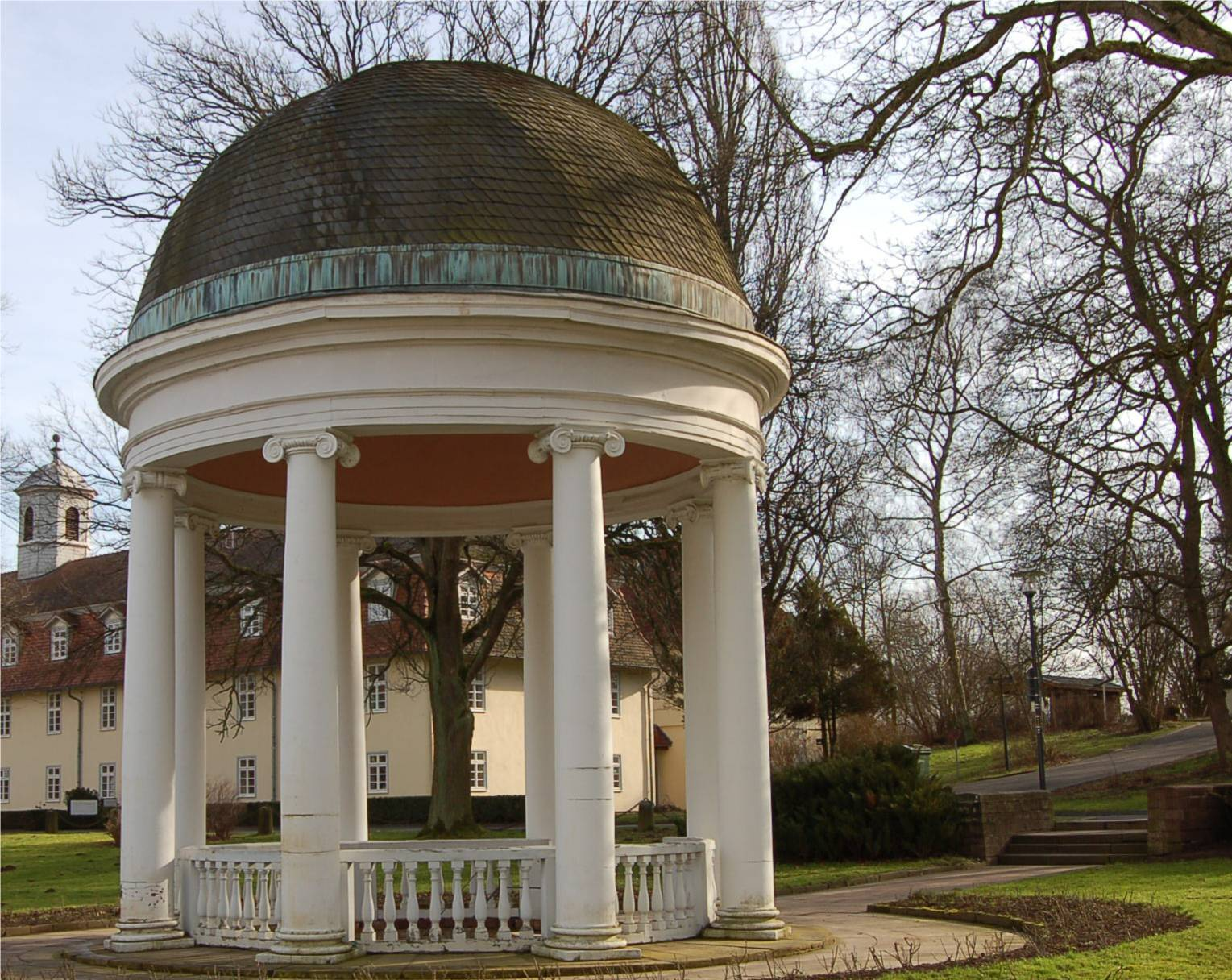
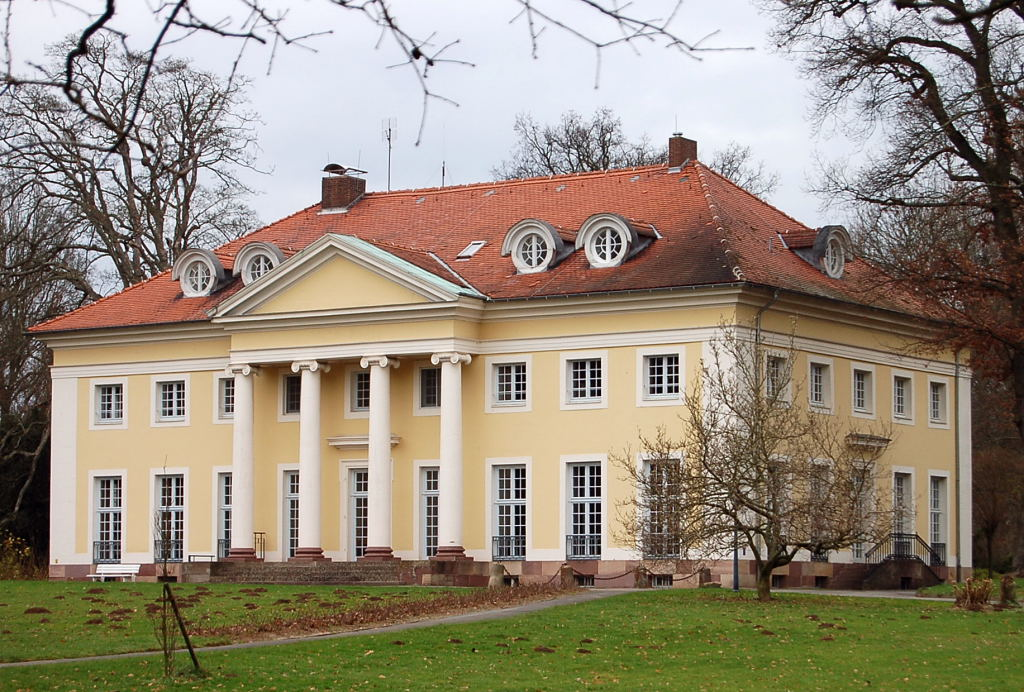